# Mouseland

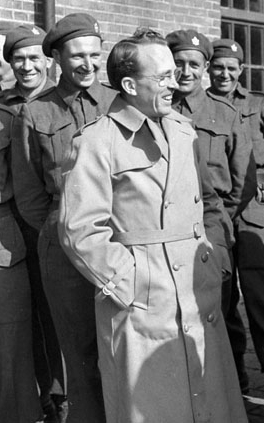
Tommy Douglas, que popularizou a fábula, em 1945.

A fábula da Mouseland (em português:  "Ratolândia") foi inicialmente contada por Clarence Gillis e mais tarde popularizada por Tommy Douglas, líder dos partidos políticos Co-operative Commonwealth Federation (CCF) e de seu sucessor New Democratic Party (NDP), ambos social-democratas, na província canadense de Saskatchewan. A fábula expressava a visão do CCF de que o sistema político canadense era falho em oferecer aos eleitores um falso dilema: a escolha de dois partidos, dos quais nenhum representava seus interesses e vontades.
Na fábula, os ratos (o povo canadense) votavam nos gatos negros (Partido Progressivo Conservador) e depois de algum tempo descobriam o quão difícil suas vidas eram. Depois votavam nos gatos brancos (Partido Liberal) e ficavam alternando entre os dois partidos. Um dos ratos tem então a ideia de que os ratos devem formar seu próprio governo. Este rato é acusado de ser um bolchevique e é preso. A fábula termina com a moral de que é possível prender o rato, mas é impossível prender sua ideia.
Uma variação da fábula aparece no romance So Long, and Thanks For All the Fish de Douglas Adams, envolvendo uma democracia onde as pessoas votam em lagartos como seus líderes. Ninguém está satisfeito com a situação, exceto os lagartos, mas as pessoas continuam votando nos lagartos, "porque se eles não votam no lagarto... o lagarto errado pode se eleger".
Em 2006, Brad Wall, líder do Saskatchewan Party, partido formado em 1997 por liberais e conservadores para combater a hegemonia do NDP na província de Saskatchewan, parodiou a fábula da Mouseland, afirmando que este seria um local no qual os ratos governam como criaturas destrutivas, num claro ataque ao NDP.